# 顾村公园
31°20′51″N 121°23′04″E / 31.347412°N 121.384484°E

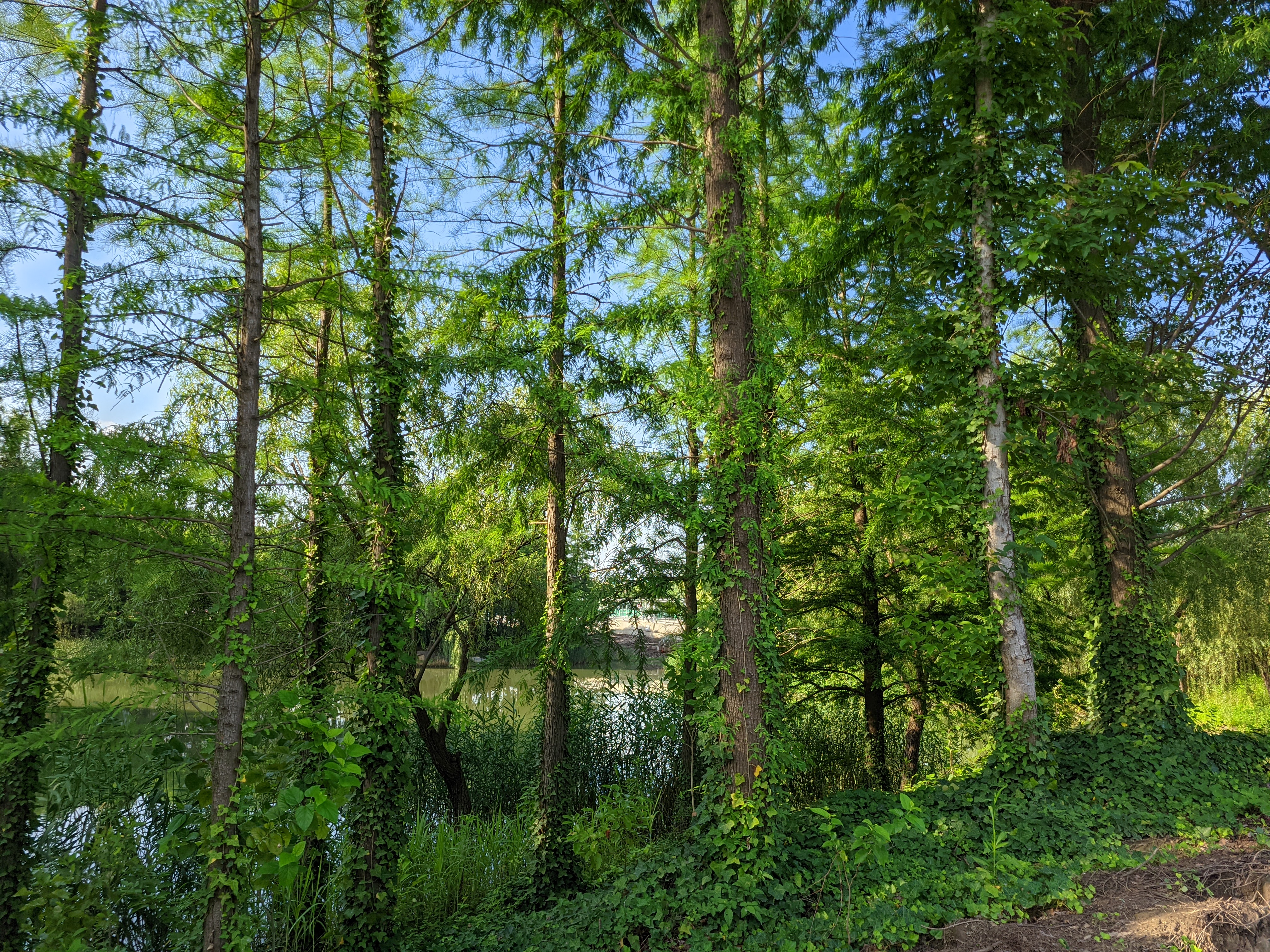
顾村公园一景

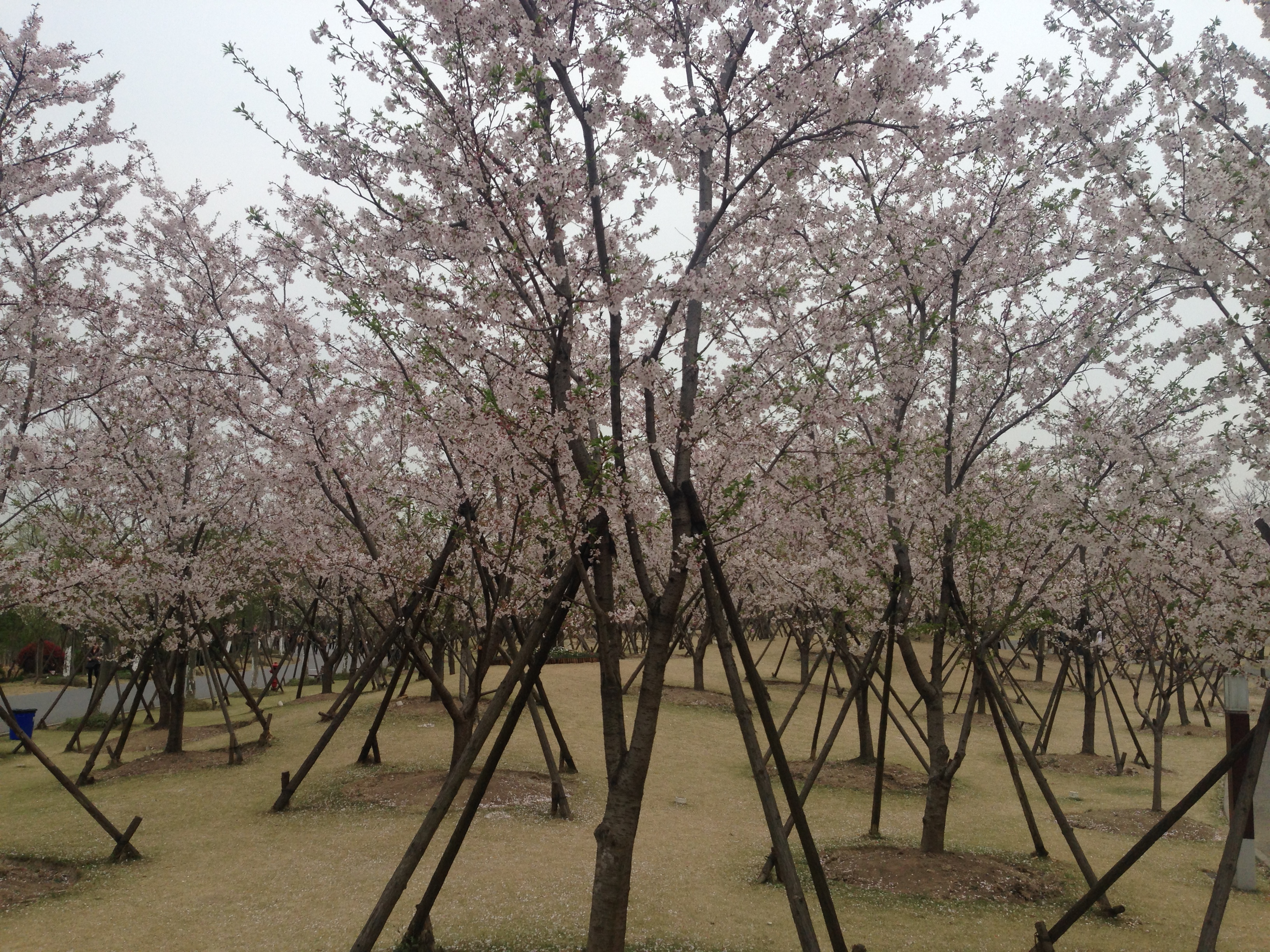
樱花盛开

顾村公园是上海市的一所公园，位于宝山区顾村镇，规划总面积超过4.3平方公里，规划布局为“一轴、一带、三区、七园”，于2009年正式開園。一期用地1.8平方公里。2011年，首屆上海櫻花節在顧村公園開幕。此後公園每年均會舉辦櫻花節。2012年被評為國家4A級旅遊景區。

## 门票
成人票:20元/人
学生票:10元/人
老人票:16元/人

## 轨道交通
上海地铁7号线与15号线顾村公园站

## 外部鏈接
- 官方网站